# ديفيد شيلدز (كاتب)
ديفيد شيلدز (بالإنجليزية: David Shields)‏ هو كاتب أمريكي، ولد في 22 يوليو 1956 في لوس أنجلوس في الولايات المتحدة.

## وصلات خارجية
- الموقع الرسمي